# Ставнюк Віктор Володимирович
Ві́ктор Володи́мирович Ставню́к (нар.3 жовтня 1956, село Жван, Мурованокуриловецького району, Вінницької області) — український історик-антикознавець, фахівець із соціально-політичної історії Давньої Греції та зокрема Афін. Доктор історичних наук (з 2006), професор (з 2008), завідувач кафедри історії стародавнього світу та середніх віків історичного факультету Київського національного університету імені Тараса Шевченка.

## Науковий шлях
- В 1973 році закінчив середню школу с. Жван.
- З 1977 по 1982 навчався на кафедрі історії стародавнього світу та середніх віків історичний факультет Київського національного університету імені Тараса Шевченка.
- З 1984 по 1987 аспірант кафедри історії стародавнього світу історичного факультету Московського державного університету ім. М. В. Ломоносова.
- В 1987 захистив кандидатську дисертацію на тему: «Суспільно-політична діяльність Фемістокла». Науковий керівник: Кузіщин Василь Іванович — доктор історичних наук, професор, завідувач кафедри історії стародавнього світу історичного факультету Московського державного університету ім. М. В. Ломоносова.
- У 2006 захистив докторську дисертацію на тему: «Становлення та еволюція афінського поліса (від занепаду ахейської цивілізації до реформ Ефіальта і Перікла)».[2]
- З 2008 професор.

## Біографічний нарис
- 1963–1973: учень Жванської середньої школи;
- 1973–1974: вантажник, колгосп «Червоний прапор» с. Жван;
- 1974–1976: служба в лавах Радянської армії (курсант ШМС — м. Ліда, Білорусь; сержант — військова частина);
- 1977: токар, Дніпропетровський металургійний завод ім. Петровського, м. Київ;
- 1977–1982: студент історичного факультету Київського національного університету імені Тараса Шевченка;
- 1982–1984: асистент кафедри загальної історії історичного факультету Полтавського державного педагогічного інституту ім. В. Г. Короленка;
- 1984–1987: аспірант кафедри історії стародавнього світу історичного факультету Московського державного університету ім. М. В. Ломоносова;
- 1987–1993: доцент кафедри загальної історії історичного факультету, заступник голови профкому Полтавського державного педагогічного інституту ім. В. Г. Короленка;
- 1995–2008: старший науковий співробітник Центру українсько-грецьких відносин Інституту історії України НАН УКраїни;
- З 1993: доцент, професор, заступник завідувача (з 2010 — завідувач) кафедри історії стародавнього світу та середніх віків історичного факультету Київського національного університету імені Тараса Шевченка.

У різні роки викладав давньогрецьку та латинську мови у ВУЗах Полтави та Києва. Підготував понад два десятки кандидатів і докторів історичних наук із проблем історії стародавнього світу.

### Наукові інтереси
Антична греко-римська цивілізація: становлення, еволюція, занепад. Доля античної спадщини в Україніській духовній культурі.

### Нагороди
- «Відмінник освіти України» (1995).
- Переклад праці Арістотеля «Нікомахова етика».[3] Став переможцем Всеукраїнського конкурсу «Книжка року — 2002» в номінації «Софія».

## Громадська діяльність
Член експертної ради ВАК України з історичних дисциплін; спеціалізованої вченої ради Д 26.001.29 при історичному факультеті Київського національного університету імені Тараса Шевченка за спеціальністю 07.00.02 всесвітня історія; навчально-методичної комісії історичного факультету.
Заступник голови науково-методичної комісії з історії Науково-методичної ради МОН України.
Вчений секретар Вченої ради історичного факультету.
Член редколегії журналів:
- «Вісник Київського національного університету імені Тарса Шевченка»[4] (серія «Історія»)[5]
- «Вісник Академії праці і соціальних відносин ФПУ України»[6]
- «Часопис української історії»[7][8]

Роль у організаційних комітетах:
- Голова організаційного комітету Міжнародної наукової конференції «Актуальні проблеми історії стародавнього світу» Київ, 2007, 2009).
- Співголова організаційного комітету Міжнародного «Круглого столу» «Україна — Італія: стан і проблеми наукового та культурного співробітництва» (Київ, 2008).
- Відповідальний секретар організаційного комітету «Круглого столу» «Демократія антична і сучасна» (Київ, 2009).

## Вибрані праці
Список вибраних наукових та навчально-методичних праць Ставнюка В. В. з 1978 по 2010 роки, серед яких: монографії, наукові статті, тези, навчальні посібники, конспекти лекцій тощо.
Також Віктор Ставнюк брав участь у науковому редагуванні (4 праці) та рецензуванні (8 праць).